# Handball-Bayernliga 2006/07
Die Handball-Bayernliga 2006/07 wurde unter dem Dach des „Bayerischen Handballverbandes“ (BHV) organisiert, sie ist die höchste Spielklasse des Landesverbandes Bayern und wurde hinter der Handball-Regionalliga als vierthöchste Spielklasse im deutschen Ligensystem eingestuft.

## Saisonverlauf
Die Handball-Bayernliga 2006/07 war die achtundvierzigste Ausspielung der Handball-Bayernligasaison. Bayerischer Meister sowie Aufsteiger in die Regionalliga Süd 2007/08 war der TSV Simbach. Vizemeister wurde der TSV Friedberg. Meister und Aufsteiger in die Handball-Regionalliga der Frauen 2007/08 war der TV Weidhausen.

### Modus
Es wurde eine Hin- und Rückrunde gespielt. Nach Abschluss der daraus resultierenden 22 Spieltage stieg der „Bayerische Meister“ in die Regionalliga Süd (3. Liga) auf, die Plätze elf und zwölf mussten in die beiden Staffeln der Landesliga absteigen. Der Modus war für Männer und Frauen gleich.

## Teilnehmer und Platzierungen
Nicht mehr dabei waren der Aufsteiger und die drei Absteiger aus der Vorsaison. Neu dabei waren der Absteiger (A) aus der Regionalliga Süd und die drei Aufsteiger (N) aus den Landesligen. Im Verlaufe der Saison traten zwölf Mannschaften in der Bayernliga an. 

### Abschlusstabelle
Saison 2006/07 
| Platz | Mannschaft          | Spiele | Punkte |
| ----- | ------------------- | ------ | ------ |
| 1.    | TSV Simbach/Inn (A) | 22     | 35:9   |
| 2.    | TSV Friedberg       | 22     | 30:14  |
| 3.    | TSV Lohr            | 22     | 27:17  |
| 4.    | DJK Waldbüttelbrunn | 22     | 26:18  |
| 5.    | TSV Trudering (N)   | 22     | 26:18  |
| 6.    | TSV Ottobeuren      | 22     | 23:21  |
| 7.    | TSV 2000 Rothenburg | 22     | 21:23  |
| 8.    | TSV Aichach (N)     | 22     | 21:23  |
| 9.    | DJK SB Regensburg   | 22     | 17:27  |
| 10.   | HG Ansbach (N)      | 22     | 14:30  |
| 11.   | TB 03 Roding        | 22     | 12:32  |
| 12.   | ASV Cham            | 22     | 12:32  |

Bereich des „Bayerischen
Handballverbandes“ (BHV)

(A) = Absteiger aus der Regionalliga Süd (N) = neu in der Liga
  Bayerischer Meister und Aufsteiger zur Regionalliga Süd 2007/08

 Für die Bayernliga 2007/08 qualifiziert

### Frauen
- Der TV Weidhausen wurde Bayerischer Meister und hat sich für die Regionalliga Süd 2007/08 der Frauen qualifiziert.